# Max Rose
Max Rose è un film del 2013 scritto e diretto da Daniel Noah, con protagonista Jerry Lewis.
La pellicola viene presentata alla 66ª edizione del Festival di Cannes, durante la sezione speciale Tributo a Jerry Lewis, dove viene proiettato anche il film L'idolo delle donne del 1961, scritto, diretto ed interpretato da Jerry Lewis.
Il film rappresenta il ritorno come attore protagonista di Jerry Lewis dopo 18 anni (nel 1995 recitò nel film Il commediante di Peter Chelsom).

## Trama
La vita di Max Rose, pianista jazz, che ripercorre la sua vita dopo la morte della moglie Eva.

## Produzione
Le riprese del film si sono svolte a Los Angeles.

## Distribuzione
La prima clip del film viene diffusa online il 20 maggio 2013, pochi giorni prima della presentazione della pellicola alla 66ª edizione del Festival di Cannes, che avviene il 23 maggio.